# 무장군인 김해경찰서 습격 사건
무장군인 김해경찰서 습격 사건(武裝軍人金海警察署襲擊事件)은 1965년 7월 29일 새벽에 무장한 김해 공병학교 소속 군인 35명이 김해경찰서를 습격하여 소속 순경을 납치하고, 경향신문과 부산일보 특파원의 가택에 침입하여 잠자고 있던 두 기자를 납치하고 이들을 고문한 후 방첩대에 넘긴 사건이다.

## 사건 발생 및 경과
사건은 그 며칠 전인 7월 24일 23시경에 발생했던 김해경찰서 소속 순경과 육군공병학교 교장 사이의 다툼이 원인이 되었다. 김해읍 수재민 지원을 준비 중이던 순경을 상황을 오해한 사복 차림의 공병학교 교장이 질책하였고, 이에 순경이 응수하면서 갈등이 커졌다. 교장은 순경을 따라 경찰서로 쫓아가 부대 주번 사령에 연락하였고, 차를 타고 도착한 20~30명의 인원이 경찰서에서 소란을 피웠다. 이러한 김해경찰서와 육군공병학교 사이의 다툼은 25일에 일부 언론에 보도되었다.
7월 27일 23시 50분경, 한국일보 김해 주재 기자의 가택에 군복을 입은 괴한 2명이 찾아가 기자의 머리를 벽돌로 쳐 쓰러뜨리고 도주하였다. 군기관에서는 교장과 동창인 김해경찰서 서장으로부터 신문 기사는 허위 보도라는 해명서를 받아냈다.
7월 29일 새벽, 군복을 입고 권총과 카빈총으로 무장한 30여 명의 인원과 501방첩대원 6명이 3/4톤 트럭과 지프차에 나누어 타고 김해경찰서에 난입하여 교장과 다투었던 순경을 납치·대동하고, '부산일보'와 '경향신문'의 두 기자의 가택을 침입, 총으로 위협하여 공병학교로 납치했다.
7월 29일 납치된 순경이 물고문을 당하고 오후 늦게 풀려나와 경상남도 경찰청 정보과에 인계, 병원에 입원하였다. 두 기자는 501방첩대로 연행되어 경위서와 자백서 등을 강제로 작성하고, 둔기로 고문을 당했으며, 고문 사실을 말하지 않겠다는 각서를 쓴 후 15시 30분경 10여 시간 만에 풀려나와 김해 파견대를 통해 의식 불명 상태로 김해의 병원에 입원하였다.

## 사건 수사
육군본부는 7월 30일 오전, 김해에서 발생한 무장군인의 경찰서 집단 난입 사건에 대하여 관련된 군인 전원을 긴급 구속했다고 발표하였다.